# Fortunato (Autor)
Fortunato (* 15. März 1966 in München), eigentlich Thomas Montasser, ist  Literaturagent und Schriftsteller.

## Leben und Werk
Als Jugendlicher verdiente er sein erstes Geld unter anderem als Zeitungsjunge, mit Gartenzaunstreichen und Holzhacken, später als Versicherungsmitarbeiter und Kunstmaler. Seinen Zivildienst leistete er in einer Klinik, danach studierte er Jura und jobbte bei einem Rechtsanwalt. Nebenbei schrieb er (seinen ersten Roman mit 16 Jahren, das erste Kinderbuch mit 20). Erste Veröffentlichungen erfolgten ab 1985. Er gründete das Teatro non troppo und vertonte Gedichte von François Villon, Arno Holz und Christian Morgenstern. Nach dem Studium arbeitete er als Journalist und Herausgeber sowie als Autor zahlreicher Sachbücher und Ratgeber. Mit dem 2001 erschienenen Roman Die verbotenen Gärten kehrte er zurück zur Literatur. Seit 2006 erscheinen seine Kinder- und Jugendbücher. Er schreibt auch unter dem Pseudonym Tim Erzberg. Fortunato ist verheiratet und lebt mit seiner Frau und seinen drei Kindern in München.

## Literarischer Stil
Fortunato verbindet Elemente der Fantasy mit historischen Motiven. Sprachlich zählt er zu den wenigen literarisch ambitionierten unterhaltenden Autoren. Er präsentiert in seinen Werken ein sehr breites Vokabular und komplexe Satzstrukturen. Dennoch sind alle seine Werke auf Spannung angelegt und häufig mit vielfältigen humoristischen Wendungen versehen.

## Veröffentlichungen
Die Gaukler-Trilogie:
- 2006 – Das Geheimnis der Gaukler (Roman), ISBN 978-3-8339-3670-8
- 2006 – Die Stunde des Narren (Roman), ISBN 978-3-8339-3669-2
- 2008 – Das Rabenorakel (Roman), ISBN 978-3-8339-3673-9

- 2007 – Zauber der Wünsche (Roman), ISBN 978-3-8339-3672-2

Dragos dunkle Reise:
- 2009 – Die Spur des Drachen (Roman), ISBN 978-3-8339-3720-0
- 2010 – Der Kreis der Magier (Roman), ISBN 978-3-8339-3721-7

als Thomas Montasser
- 2011 – Peer vom Meer, Boje Verlag, Köln 2011, ISBN 978-3-414-82278-9
- 2014 – Ein ganz besonderes Jahr, Thiele Verlag GmbH, ISBN 978-3-85179-305-5
- 2019 – Buchstabenzauber. mit Christoph Biemann, Mosaik Verlag, ISBN 978-3-442-39352-7
- 2025 – Freitags um fünf, Wunderlich Verlag, ISBN 978-3-8052-0125-4